# NGC 3871
NGC 3871 је спирална галаксија у сазвежђу Велики медвед која се налази на NGC листи објеката дубоког неба.
Деклинација објекта је + 33° 6' 34" а ректасцензија 11h 46m 10,1s. Привидна величина (магнитуда) објекта NGC 3871 износи 14,7 а фотографска магнитуда 15,5. NGC 3871 је још познат и под ознакама IC 2959, UGC 6744, MCG 6-26-31, CGCG 186-41, PGC 36702.